# Wykres przyrostu powierzchni zlewni
Wykres przyrostu powierzchni zlewni – wykres określający przyrost  powierzchni  zlewni na długości zlewni (cieku):
- na osi  rzędnych odkłada się długość cieku,
- na osi  odciętych powierzchnię zlewni dla danego przekroju cieku (danej długości cieku).

Krzywa przyrostu powierzchni zlewni jest rosnąca, a w miejscach dopływów następuje skok – tzn. do powierzchni zlewni recypienta dodaje się powierzchnię zlewni  dopływu.
Powierzchnię zlewni dla różnych, wybranych przekrojów  rzek polskich można znaleźć m.in. w publikacjach:
- Podział hydrograficzny Polski
- Rocznik hydrograficzny